# Сломљени труп
Сломљени труп (на шпанском La Columna Rota) је слика мексичке уметнице Фриде Кало, насликана 1944. године, убрзо након што је имала операцију кичме. Операцијом је желела да реши проблем који је настао као последица тешке саобраћајне несреће коју је имала са осамнаест година. Оригинална слика се налази у Музеју Долорес Олмедо у Сочимилку, у Мексику.
Као и код многих њених аутопортрета, бол и патња су фокус рада  иако за разлику од многих других њених дела, која укључују папагаје, псе, мајмуне и друге људе, на овој слици је Фрида сама. Њено само присуство на неплодном пејзажу симболизује изолованост  као и спољне силе које су утицале на њен живот. 
На слици је Фридин голи торзо раздвојен, у чијој средини се види део јонског стуба уместо кичме. Упркос сломљености њеног унутрашњег тела, њена спољашња сензуалност није мучна. Тканина која обмотава доњи део њеног тела је знак  хришћанске иконографије (због платна којим је Христ био обмотан). 
Метални стезник  може се односити на њену историју болести полиомијелитиса  или симболизовати физичка и друштвена ограничења њеног живота.  До 1944. године, Фридини лекари су јој препоручили да носи челични корсет уместо гипсаних које је раније носила. Приказан стезник је један је од многих које је Фрида заправо користила током свог живота и који се сада налази у њеној кући и музеју, Каса Азул.  